# Yasmani Copello
Yasmani Copello Escobar (* 15. dubna 1987) je turecký atlet kubánského původu, mistr Evropy v běhu na 400 metrů překážek z roku 2016.

## Sportovní kariéra
Narodil se na Kubě, od roku 2014 reprezentuje Turecko. V roce 2015 doběhl na mistrovství světa v Pekingu šestý ve finále běhu na 400 metrů překážek. V následující sezóně Na evropském šampionátu v Amsterdamu v této disciplíně zvítězil, v semifinále přitom vytvořil svůj nový osobní rekord 48,42. V olympijském finále v Rio de Janeiro v srpnu 2016 vybojoval bronzovou medaili v této disciplíně a přitom si vylepšil o půl sekundy osobní rekord. Trojlístek medailí zkompletoval na světovém šampionátu v Londýně v roce 2017, kde doběhl v finále na 400 metrů překážek druhý.

## Osobní rekordy
- Běh na 400 metrů překážek – 47,81 s. (Berlín, 2018)